# Nazareth
Nazareth (укр. Назарет) — шотландський рок-гурт, один з найпопулярніших, найуспішніших та найстаріших рок-гуртів Шотландії. Nazareth був заснований у грудні 1968 року у місті Данфермлайн. Склад гурту зараз наступний: Карл Сентанс (вокал), Джиммі Мюррісон (лід-гітара), Піт Егню (бас), Лі Егню (ударні). Склад гурту неодноразово мінявся, однак Ден і Піт ніколи не залишали колективу.
«Назаретяни» отримали велику популярність завдяки рок-баладі «Love Hurts» (1975), а також завдяки хітам 70-х, як «This Flight Tonight», «Broken Down Angel», «Hair Of The Dog», та іншим. Жанр, у якому грає Nazareth не можна визначити однозначно, адже у різний час гурт експериментував з різними стилями — від AOR у 1980-х до хеві-металу у 2000-х.
Станом на 2012, Nazareth продовжує гастролювати і записувати нові альбоми. За свою історію гурт записав 22 студійні альбоми. У 2013 році вийшов новий альбом Nazareth. В 2013 році гурт покинув Ден Маккафферті (через проблеми з дихальними шляхами) і на його місце прийшов Карл Сентанс (Carl Sentance). В оновленому складі гурт Nazareth виступив в Україні 22 квітня 2016 року в Києві в клубі Atlas.

## Історія
У 1961 році в шотландському місті Данфермлайн троє підлітків організували біт-гурт. Цими трьома хлопцями були вокаліст Ден Маккафферті (народився 14 жовтня 1946 року), басист Пітер Егню (народився 14 вересня 1946 року) та барабанщик Дерріл Світ (народився 16 травня 1947 року). Свій гурт вони назвали The Shadettes. Тоді таких гуртів у кожному містечку та в кожній школі було вдосталь, тому не варто й говорити про якусь популярність. Але цей гурт відрізнявся від інших тим, що його члени серйозно ставилися до свого захоплення, бо не розпалися після третьої репетиції чи після одного сезону. Троє її членів-засновників протрималися разом 8 років, доки до них 1968 року не приєднався гітарист Менні Чарлтон (1941—2022). З приходом Чарлтона гурт змінив свою назву на Nazareth (Назарет — назва міста в Галилеї, в якому Ісус Христос провів більшу частину свого життя). Гурт змінив не лише назву, але й музичні інтереси. Її члени були під великим враженням від творчості надзвичайно популярного тоді супергурту Cream, вплинула на них і музика таких британських гуртів, як Move, Humble Pie та The Who. Натомість члени «Назарету» мали велику відразу до популярних тоді в музиці псевдоінтелектуальних пошуків типу поєднання рок-музики з джазом чи певними елементами класичної музики. Членам гурту також було зрозуміло, що в маленькому шотландському містечку Файф, де вони тоді мешкали, велику кар'єру не зробиш, тому їх переїзд до Лондона в 1970 році був цілком закономірним. У Лондоні гурт швидко засвоїв формулу важкого року і став улюбленцем відвідувачів музичних клубів лондонського району Сохо, а потім й інших британських міст.
Про професійний статус гурту «Назарет» стали говорити лише 1971 року, коли на маленькій фірмі «Pegasus» з'явився дебютний альбом під простою назвою «Nazareth». Наступного року назва гурту з'явилася в чартах, спочатку в ФРН (з синглом «Morning Dew»), а потім і у Великій Британії.
Наступним важливим моментом для гурту настав 1973 року, коли його запросили виступати в першому відділенні на концертній трасі тоді надзвичайно популярного гурту Deep Purple. Це спільне турне закінчилося тим, що артистичну опіку над «назаретянами» взяв у свої руки басист Deep Purple Роджер Гловер. Він же став продюсером третього альбому гурту «Razamanaz». Цей альбом вважається одним з найкращих, якщо не найкращим, у всій дискографії гурту. З цього альбому були перенесені на сингли такі великі хіти, як «Broken Down Angel» та «Bad Bad Boy». Починаючи з третього альбому, гурт видає свої платівки в іншій невеликій фірмі — «Mooncrest».
Великим здивуванням для рок-фанів стало те, що «назаретяни» 1973 року записали пісню канадської виконавиці балад та «м'якого» року Джоні Мітчелла «This Flight Tonight». «Хеві»-версія цієї пісні стала великим хітом гурту. Також великий суперхіт гурту 1975 року «Love Hurts» був лише переробкою старого хіта музики кантрі 1963 року, який тоді виконував дует The Everly Brothers. Цікаво, що майже одночасно з новою обробкою цієї пісні «Назаретом», з'явилася і її нова версія у виконанні американського співака Джима Капальді. 1976 року сингл «Love Hurts» став у США «золотою платівкою», єдиною за всю кар'єру гурту.
В Європі гурт став відомим трохи раніше завдяки четвертому, виданому 1973 року, альбому «Loud'n'Proud» («Гучний та гордий»), продюсером якого був ще Роджер Гловер, продюсером же двох наступних альбомів «Hair Of Т'іе Dog» і «Rampant» був гітарист гурту Менні Чарлтон. В альбомі «Hair Of The Dog», окрім пісні «Love Hurts», була ще одна цікава музична обробка, а саме хеві-металева версія хіта «My White Bicycle» психоделічного гурту Tomorrow, в якій колись грав член гурту Yes гітарист Стів Гау.
Періодом найбільшої популярності та успіхів Nazareth була середина 1970-х років. Влітку 1973 року — виступи на авторитетному рок-фестивалі в Бакстоні поруч з такими метрами як Canned Heat чи Groundhogs. 1974 рік — перемога в категорії «Найбагатообіцяючий виконавець» у щорічному опитуванні газети «New Musical Express», великий комерційний успіх альбому «Loud'n'Proud», зокрема у Фінляндії, ФРН, Швейцарії та Швеції. Варто також сказати, що в ті часи популярність гурту серед українських слухачів також була дуже великою. 1975 року альбом «Hair Of The Dog» став «золотим» у Канаді, а вже згаданий виданий з нього сингл «Love Hurts» розійшовся в Європі тиражем у 4 мільйони екземплярів. Зокрема цей сингл перебував у норвезькому хіт-параді протягом 56 тижнів, а в хіт-параді США «усього» 26 тижнів. Великим успіхом мала в США і видана 1977 року платівка «Hot Tracks» з 4 піснями гурту: «Love Hurts», «This Flight Tonight», «Broken Down Angel» та «Hair Of The Dog».
Десь з 1977 року слава гурту пішла на спад. Для цього є одна причина, яка вплинула на всі відомі групи того періоду: виконавці старшої генерації були просто приголомшені і знесені зі сцени вибухоподібною появою панк-року. Іншою можливою причиною спаду популярності може бути перехід гурту в 1977 році з фірми «Mooncrest» на фірму «Mountain», яка 1983 року збанкрутувала, й гурту довелось перейти на фірму «Vertigo Records».
«Назарет» ніколи не робив серед рок-критиків великого сум'яття чи бурі, бо вони буди завжди доволі критично налаштовані до музики цього гурту. Англійці Нік Доган та Боб Воффінден у своєму довіднику «The New Musical Express Book Of Rock» писали про гурт з симпатією, хоча й без особливого ентузіазму: «Серед критикованих за свою немодність і не завжди достатньо високий рівень британських гуртів „Назарет“ може висунути на свій захист аргументи у вигляді агресивної, динамічної поведінки на концертах». Американський критик Дейв Марш з часопису «Rolling Stone» був менш поблажливим: «Це їжа для бездомних собак. „Назарет“ є одним із посередніх британських хардрок-гуртів, хоч і успішних у 70-х. Причиною слави „Назарета“ був його хіт 1975 року „Love Hurts“, який не витримує порівняння з оригіналом цього хіта у виконанні The Everly Brothers».
На музику гурту завжди великий вплив мали продюсери її платівок: Роджер Гловер в 1973-74 роках, гітарист Менні Чарлтон в 1975-78 роках, гітарист Зал Клемінсон у 1979 році, Джефф Бакстер (колишній музикант гурту Steely Dan та The Doobie Brothers) в 1980-82 роках, потім знову Менні Чарлтон.
«Назарет» має доволі стабільний склад, три її члени-засновники не розлучалися протягом усього 8-річного любительського періоду, потім після приєднання Менні Чарлтона гурт незмінно залишався квартетом аж до 1978 року. Після цього став квінтетом: другим гітаристом виступав то Зал Клемінсон у 1979 році (до цього він був гітаристом відомого гурту Sensational Alex Harvey Band), то Біллі Ренкін у 1980-му, то Гаррі Картер Вільямс 1983 року. Гурт не цурався і виступів у соціалістичних країнах: кілька разів був в Югославії, 1983 року — в Угорщині, 1984 — у Польщі, 1990 — в СРСР, у тому числі й у Києві.
Наприкінці літа 2013-го року Ден Маккафферті заявив, що завершує кар'єру за станом здоров'я.

## Творчість

### Студійні альбоми
| - Nazareth (альбом) (1971) - Exercises (1972) - Razamanaz (1973) - Loud'n'Proud (1973) - Rampant (1974) - Hair Of The Dog (1975) - Close Enough For Rock'n'Roll (1976) - Play'n' The Game (1976) - Expect No Mercy (1977) - No Mean City (1979) - Malice In Wonderland (1980) - The Fool Circle (1981) - 2xS (1982) | - Sound Elixir (1983) - The Catch (1984) - Cinema (1986) - Into The Ring (1987) - Snake'n'Ladders (1989) - No Jive (1991) - Move Me (1994) - Boogaloo (1998) - The Newz (2008) - Big Dogz (2011) - God of the Mountain (2013) - Rock 'n' Roll Telephone (2014) - Tattooed on My Brain (2018) - Surviving the Law (2022) |

### Сингли
- 1972: Morning Dew
- 1973: Broken Down Angel
- 1973: Bad Bad Boy
- 1973: This Flight Tonight
- 1974: Shanghai'd In Shanghai
- 1975: My White Bicycle
- 1975: Love Hurts
- 1975: Holy Roller
- 1977: Hot Tracks (ЕР — з 4 піснями)
- 1978: Gone Dead Train
- 1978: Place In Your Heart
- 1979: May The Sunshine
- 1979: Star